# ボスニア・ヘルツェゴビナの大統領評議会
ボスニア・ヘルツェゴビナ大統領評議会（ボスニア・ヘルツェゴビナだいとうりょうひょうぎかい、ボスニア語・クロアチア語: Predsjedništvo Bosne i Hercegovine、セルビア語: Предсједништво Босне и Херцеговине）は、ボスニア・ヘルツェゴビナの国家機関。ボシュニャク人、クロアチア人、セルビア人の各民族から4年ごとに1名ずつの代表を出し、計3名で構成される合議体の国家元首。3名は8か月ごとに輪番制で大統領評議会議長に就任する。ボスニア人代表・クロアチア人代表はボスニア・ヘルツェゴビナ連邦から、セルビア人代表はスルプスカ共和国から選出される。日本語では幹部会とも表現される。大統領評議会議長は大統領と呼ばれる場合もある。

## 設立
1995年の新憲法第5章で大統領評議会の設置が明記され、1996年に初の評議員選挙を実施。1998年からは議長の輪番就任制が導入された。1995年以前は、単独の「大統領」職が元首の役割を果たしていた。

## 現在の大統領評議会議員
| 評議会議員 | 評議会議員                                     | 評議会議員 | 所属政党                                      | 民族           | 期 | 就任日         | 議長在任期間 | 備考 |
| ---------- | ---------------------------------------------- | ---------- | --------------------------------------------- | -------------- | -- | -------------- | --- | ---- |
|            | ジェリコ・コムシッチ Željko Komšić             |            | 民主戦線 （DF）                               | クロアチア人   | 4  | 2018年11月20日 | 2007年7月6日 - 2008年3月6日 2009年7月6日 - 2010年3月6日 2011年7月10日 - 2012年3月10日 2013年7月10日 - 2014年3月10日 2019年7月20日 - 2020年3月20日 2021年7月20日 - 2022年3月20日 2023年7月16日 - 2024年3月16日 2025年7月16日 - 現職 |      |
|            | ジェリカ・ツヴィヤノヴィッチ Željka Cvijanović |            | 独立社会民主同盟 （СНСД）                     | セルビア人     | 1  | 2022年11月16日 | 2022年11月16日 - 2023年7月16日 2024年11月16日 - 2025年7月16日 |      |
|            | デニス・ベチロビッチ Denis Bećirović           |            | ボスニア・ヘルツェゴビナ社会民主党 （SDP BiH) | ボシュニャク人 | 1  | 2022年11月16日 | 2024年3月16日 - 2024年11月16日 |      |

## 大統領評議会議長の一覧
| 代   | 大統領                                                          | 大統領 | 所属政党                                       | 民族 | 民族           | 期 | 在任期間                       | 在任期間                      | 備考                                            |
| ---- | --------------------------------------------------------------- | ------ | ---------------------------------------------- | ---- | -------------- | -- | ------------------------------ | ----------------------------- | ----------------------------------------------- |
| 001  | アリヤ・イゼトベゴヴィッチ Alija Izetbegović\|Alija Izetbegović |        | 民主行動党 （SDA）                             |      | ボシュニャク人 | 1  | 1996年10月5日 - 1998年10月13日 | 2年 + 8日                     | 第4期評議会議長                                 |
| 002  | ジヴコ・ラディシッチ Živko Radišić                              |        | 社会党 （SP）                                  |      | セルビア人     | 2  | 1998年10月13日 - 1999年6月15日 | 245日                         | 第5期評議会議長                                 |
| 003  | アンテ・イェラヴィッチ Ante Jelavić                             |        | クロアチア民主同盟 （HDZ BiH）                 |      | クロアチア人   | 3  | 1999年6月15日 - 2000年2月14日  | 244日                         |                                                 |
| 0(1) | アリヤ・イゼトベゴヴィッチ Alija Izetbegović                    |        | 民主行動党 （SDA）                             |      | ボシュニャク人 | 4  | 2000年2月14日 - 2000年10月14日 | 243日 （計 2年 + 251日）      | 第3期評議会議長                                 |
| 0(2) | ジヴコ・ラディシッチ Živko Radišić                              |        | 社会党 （SP）                                  |      | セルビア人     | 5  | 2000年10月14日 - 2001年6月14日 | 243日 （計 1年 + 123日）      | 第2期評議会議長                                 |
| 004  | ヨゾ・クリジャノヴィッチ Jozo Križanović                        |        | ボスニア・ヘルツェゴビナ社会民主党 （SDP BiH） |      | クロアチア人   | 6  | 2001年6月14日 - 2002年2月14日  | 245日                         |                                                 |
| 005  | ベリズ・ベルキッチ Beriz Belkić                                 |        | ボスニア・ヘルツェゴビナ党 （SBiH）            |      | ボシュニャク人 | 7  | 2002年2月14日 - 2002年10月28日 | 256日                         |                                                 |
| 006  | ミルコ・シャロヴィッチ Mirko Šarović                            |        | セルビア民主党 （SDS）                         |      | セルビア人     | 8  | 2002年10月28日 - 2003年4月2日  | 156日                         |                                                 |
| 007  | ドラガン・チョヴィッチ Dragan Čović                             |        | クロアチア民主同盟 （HDZ BiH）                 |      | クロアチア人   | 9  | 2003年4月2日 - 2003年4月10日   | 8日                           | 第11・29・32期 評議会議長任期満了前に解任       |
| 008  | ボリスラヴ・パラヴァツ Borislav Paravac                         |        | セルビア民主党 （SDS）                         |      | セルビア人     | 10 | 2003年4月10日 - 2003年6月27日  | 78日                          | 第13期評議会議長                                |
| 0(7) | ドラガン・チョヴィッチ Dragan Čović                             |        | クロアチア民主同盟 （HDZ BiH）                 |      | クロアチア人   | 11 | 2003年6月27日 - 2004年2月28日  | 246日 （計 254日）            | 第9・29・32期 評議会議長                        |
| 009  | スレイマン・ティヒッチ Sulejman Tihić                           |        | 民主行動党 （SDA）                             |      | ボシュニャク人 | 12 | 2004年2月28日 - 2004年10月28日 | 243日                         | 第15期評議会議長                                |
| 0(8) | ボリスラヴ・パラヴァツ Borislav Paravac                         |        | セルビア民主党 （SDS）                         |      | セルビア人     | 13 | 2004年10月28日 - 2005年6月28日 | 243日 （計 321日）            | 第10期評議会議長                                |
| 010  | イヴォ・ミロ・ヨヴィッチ Ivo Miro Jović                         |        | クロアチア民主同盟 （HDZ BiH）                 |      | クロアチア人   | 14 | 2005年6月28日 - 2006年2月28日  | 245日                         |                                                 |
| 0(9) | スレイマン・ティヒッチ Sulejman Tihić                           |        | 民主行動党 （SDA）                             |      | ボシュニャク人 | 15 | 2006年2月28日 - 2006年10月28日 | 242日 （計 1年 + 120日）      | 第12期評議会議長                                |
| 011  | ネボイシャ・ラドマノヴィッチ Nebojša Radmanović                 |        | 独立社会民主同盟 （SNSD）                      |      | セルビア人     | 16 | 2006年10月28日 - 2007年7月6日  | 251日                         | 第19・22・25期 評議会議長                       |
| 012  | ジェリコ・コムシッチ Željko Komšić                              |        | ボスニア・ヘルツェゴビナ社会民主党 （SDP BiH） |      | クロアチア人   | 17 | 2007年7月6日 - 2008年3月6日    | 244日                         | 第17・20・23 ・26・35・38 ・41・44期 評議会議長 |
| 013  | ハリス・シライジッチ Haris Silajdžić                            |        | ボスニア・ヘルツェゴビナ党 （SBiH）            |      | ボシュニャク人 | 18 | 2008年3月6日 - 2008年11月6日   | 245日                         | 第21期評議会議長                                |
| (11) | ネボイシャ・ラドマノヴィッチ Nebojša Radmanović                 |        | 独立社会民主同盟 （SNSD）                      |      | セルビア人     | 19 | 2008年11月6日 - 2009年7月6日   | 1年 + 171日 （計 2年 + 57日） | 第16・22・25期 評議会議長                       |
| (12) | ジェリコ・コムシッチ Željko Komšić                              |        | ボスニア・ヘルツェゴビナ社会民主党 （SDP BiH） |      | クロアチア人   | 20 | 2009年7月6日 - 2010年3月6日    | 243日 （計 1年 + 122日）      | 第17・20・23 ・26・35・38 ・41・44期 評議会議長 |
| (13) | ハリス・シライジッチ Haris Silajdžić                            |        | ボスニア・ヘルツェゴビナ党 （SBiH）            |      | ボシュニャク人 | 21 | 2010年3月6日 - 2010年11月10日  | 249日 （計 1年 + 129日）      | 第18期評議会議長                                |
| (11) | ネボイシャ・ラドマノヴィッチ Nebojša Radmanović                 |        | 独立社会民主同盟 （SNSD）                      |      | セルビア人     | 22 | 2010年11月10日 - 2011年7月10日 | 242日 （計 2年 + 299日）      | 第16・19・25期 評議会議長                       |
| (12) | ジェリコ・コムシッチ Željko Komšić                              |        | ボスニア・ヘルツェゴビナ社会民主党 （SDP BiH） |      | クロアチア人   | 23 | 2011年7月10日 - 2012年3月10日  | 244日 （計 2年 + 1日）        | 第17・20・23 ・26・35・38 ・41・44期 評議会議長 |
| 014  | バキル・イゼトベゴヴィッチ Bakir Izetbegović                    |        | 民主行動党 （SDA）                             |      | ボシュニャク人 | 24 | 2012年3月10日 - 2012年11月10日 | 245日                         | 第27・30・33期 評議会議長                       |
| (11) | ネボイシャ・ラドマノヴィッチ Nebojša Radmanović                 |        | 独立社会民主同盟 （SNSD）                      |      | セルビア人     | 25 | 2012年11月10日 - 2013年7月10日 | 242日 （計 3年 + 176日）      | 第16・19・22期 評議会議長                       |
| (12) | ジェリコ・コムシッチ Željko Komšić                              |        | 民主戦線 （DF）                                |      | クロアチア人   | 26 | 2013年7月10日 - 2014年3月10日  | 243日 （計 2年 + 244日）      | 第17・20・23 ・26・35・38 ・41・44期 評議会議長 |
| (14) | バキル・イゼトベゴヴィッチ Bakir Izetbegović                    |        | 民主行動党 （SDA）                             |      | ボシュニャク人 | 27 | 2014年3月10日 - 2014年11月17日 | 252日 （計 1年 + 132日）      | 第24・30・33期 評議会議長                       |
| 015  | ムラデン・イヴァニッチ Mladen Ivanić                            |        | 民主進歩党 （PDP）                             |      | セルビア人     | 28 | 2014年11月17日 - 2015年7月17日 | 242日                         | 第31期評議会議長                                |
| 0(7) | ドラガン・チョヴィッチ Dragan Čović                             |        | クロアチア民主同盟 （HDZ BiH）                 |      | クロアチア人   | 29 | 2015年7月17日 - 2016年3月17日  | 244日 （計 1年 + 125日）      | 第9・11・32期 評議会議長                        |
| (14) | バキル・イゼトベゴヴィッチ Bakir Izetbegović                    |        | 民主行動党 （SDA）                             |      | ボシュニャク人 | 30 | 2016年3月17日 - 2016年11月17日 | 245日 （計 2年 + 12日）       | 第24・27・33期 評議会議長                       |
| 015  | ムラデン・イヴァニッチ Mladen Ivanić                            |        | 民主進歩党 （PDP）                             |      | セルビア人     | 31 | 2016年11月17日 - 2017年7月17日 | 242日 （計 1年 + 119日）      | 第28期評議会議長                                |
| 0(7) | ドラガン・チョヴィッチ Dragan Čović                             |        | クロアチア民主同盟 （HDZ BiH）                 |      | クロアチア人   | 32 | 2017年7月17日 - 2018年3月17日  | 243日 （計 2年 + 3日）        | 第9・11・29期 評議会議長                        |
| (14) | バキル・イゼトベゴヴィッチ Bakir Izetbegović                    |        | 民主行動党 （SDA）                             |      | ボシュニャク人 | 33 | 2018年3月17日 - 2018年11月20日 | 248日 （計 2年 + 260日）      | 第24・27・30期 評議会議長                       |
| 016  | ミロラド・ドディク Milorad Dodik                                |        | 独立社会民主同盟 （SNSD）                      |      | セルビア人     | 34 | 2018年11月20日 - 2019年7月20日 | 242日                         | 第37期評議会議長                                |
| (12) | ジェリコ・コムシッチ Željko Komšić                              |        | 民主戦線 （DF）                                |      | クロアチア人   | 35 | 2019年7月20日 - 2020年3月20日  | 244日 （計 3年 + 123日）      | 第17・20・23 ・26・35・38 ・41・44期 評議会議長 |
| 017  | シェフィク・ジャフェロビッチ Šefik Džaferović                   |        | 民主行動党 （SDA）                             |      | ボシュニャク人 | 36 | 2020年3月20日 - 2020年11月20日 | 245日                         | 第39期評議会議長                                |
| (16) | ミロラド・ドディク Milorad Dodik                                |        | 独立社会民主同盟 （SNSD）                      |      | セルビア人     | 37 | 2020年11月20日 - 2021年7月20日 | 242日 （計 1年 + 119日）      | 第34期評議会議長                                |
| (12) | ジェリコ・コムシッチ Željko Komšić                              |        | 民主戦線 （DF）                                |      | クロアチア人   | 38 | 2021年7月20日 - 2022年3月20日  | 243日 （計 4年 + 1日）        | 第17・20・23 ・26・35・38 ・41・44期 評議会議長 |
| (17) | シェフィク・ジャフェロビッチ Šefik Džaferović                   |        | 民主行動党 （SDA）                             |      | ボシュニャク人 | 39 | 2022年3月20日 - 2022年11月16日 | 241日 （計 1年 + 121日）      | 第36期評議会議長                                |
| 018  | ジェリカ・ツヴィヤノヴィッチ Željka Cvijanović                  |        | 独立社会民主同盟 （SNSD）                      |      | セルビア人     | 40 | 2022年11月16日 - 2023年7月16日 | 242日                         | 第43期評議会議長                                |
| (12) | ジェリコ・コムシッチ Željko Komšić                              |        | 民主戦線 （DF）                                |      | クロアチア人   | 41 | 2023年7月16日 - 2024年3月16日  | 244日 （計 4年 + 245日）      | 第17・20・23 ・26・35・38 ・41・44期 評議会議長 |
| 019  | デニス・ベチロビッチ Denis Bećirović                            |        | ボスニア・ヘルツェゴビナ社会民主党 （SDP BiH） |      | ボシュニャク人 | 42 | 2024年3月16日 - 2024年11月16日 | 245日                         | 第39期評議会議長                                |
| (18) | ジェリカ・ツヴィヤノヴィッチ Željka Cvijanović                  |        | 独立社会民主同盟 （SNSD）                      |      | セルビア人     | 43 | 2024年11月16日 - 2025年7月16日 | 248日                         | 第40期評議会議長                                |
| (12) | ジェリコ・コムシッチ Željko Komšić                              |        | 民主戦線 （DF）                                |      | クロアチア人   | 44 | 2025年7月16日 - 現職           | 6日                           | 第17・20・23 ・26・35・38 ・41・44期 評議会議長 |